# Xecado de Quitangonha
O xecado de Quitangonha foi um antigo estado independente suahili e o seu território faz hoje parte de Moçambique.

## História
Juntamente com os xecados de Sangage e Sancul, o xecado de Quitangonha viveu um período de expansão económica tendo por base a exportação de escravos para Madagáscar, Zanzibar, Comoros, Arábia e Reunião. Os xeques foram sempre aliados fiéis de Portugal até 1775. O xeque Twakaly Hija atacou as Terras Firmes, territórios portugueses no continente africano, em 1775, 1776, 1786, 1795 e 1796, e em 1799 foi combatido por tropas portuguesas aliadas a um régulo macua, conhecido como o maurusa de Itoculo, um importante reino macua a 40 quilómetros para noroeste.
O sucessor de Twakaly Hija foi Janfar Salim, que reinou de 1804 a 1817. Este ajudou os portugueses contra o régulo Morimuno, de Erati. Novos combates deram-se em 1800 e 1801. Em 1809, porém, aliou-se ao maurusa e atacou território português, restabelendo depois a sua aliança a Portugal e virando-se contra o maurusa e os macuas, chegando a defender Mossuril de um ataque macua em 1811. Foi preso em 1817 e deportado para Inhambane.
A Janfar Salim sucedeu-lhe Solimane Bona Aji, que participava activamente no comércio de escravos exportados para Madagáscar e as Comores mas mantinha uma boa relação com as autoridades portuguesas. Este estado de coisas rompeu-se com a chegada em 1829 do governador-geral Paulo José Miguel de Brito, que deu caça ao tráfico de escravos em 1830 ocupou a baía de Fernão Veloso, fronteira norte do xecado de Quitangonha, fundando ali uma povoação. Solimane atacou naquele ano a vila mas os portugueses repeliram-no e aliaram-se aos macuas de Erati e de Itoculo. Solimane, por sua vez, aliou-se a Zanzibar, Quíloa e à poderosa negociante D. Rosaura Maria Monteiro de Sousa Guedes, portanto conseguiu um acordo de paz com as autoridades, mantendo-se oficialmente como vassalo da Coroa Portuguesa e obrigado a arvorar a bandeira portuguesa nos seus navios e fornecer mandeira à fortaleza portuguesa, embora de resto actuasse de forma practicamente independente. Solimane foi sucedido por Aly Amissi Hery em 1850.
Os homens de Ali Amissi Hery espoliaram em Julho de 1857 os moradores de Mossuril e o governador-geral declarou a guerra a Quintangonha mas após algumas escaramuças foi restabelecida a paz a 12 ou 13 de Setembro de 1857. Ali Amissi Heri foi por sua vez derrubado em 1873 por uma coligação entre o seu primeiro-ministro Abder Rahman, dois régulos macuas e as autoridades portuguesas.
Estima-se que em 1900 a Quitangonha tivesse uma população de 6000 almas, que incluíam 600 guerreiros.
A Quitangonha manteve-se independente até à guerra de 1904-1911. Mahmoud Bwana Amadi entrou novamente em guerra contra as autoridades portuguesas a 20 de Janeiro de 1904 e o governador Serpa Pimentel enviou contra Quitangonha o capitão António Camisão, que com uma força de 13 oficiais, 11 sargentos e 266 soldados africanos expulsou o xeque Mahmoud Bwana Amadi e no seu lugar colocou Said bin Amissi, antigo capitão-mor do xeque. Mahmud tinha, porém, aliados entre os régulos macuas e refugiou-se nas suas terras para continuar a guerrilha até à morte em 1908. Todo o território de Quitangonha foi definitivamente pacificado e integrado em Moçambique em 1911, passando a pagar impostos a Portugal.

## Xeques de Quintangonha
- Twakaly Hija ? - 1804
- Janfar Salim 1804 - 1817
- Solimane Bona Aji 1817 - 1850
- Aly Amissi Hery 1850 - 1873
- Mahmoud Bwana Amadi 1884-1904/8
- Said Bin Amissi 1904 - ?